# Тугалаанеська сільська рада
Ту́галаанеська сільська рада (ест. Tuhalaane külanõukogu, рос. Тухалаанеский сельский совет) — сільська рада в Естонській РСР, адміністративно-територіальна одиниця в складі повіту Вільяндімаа (1945—1950) та Аб'яського району (1950—1954).

## Населені пункти
Сільській раді підпорядковувалися села: Тугалаане (Tuhalaane), Морна (Morna), Ор'яту (Orjatu).

## Історія
13 вересня 1945 року на території волості Тугалаане в Вільяндіському повіті утворена Тугалаанеська сільська рада з центром у селі Тугалаане.
26 вересня 1950 року, після скасування в Естонській РСР повітового та волосного поділу, сільська рада ввійшла до складу новоутвореного Аб'яського сільського району.
20 березня 1954 року відбулася зміна кордонів між районами Естонської РСР, зокрема Тугалаанеська сільрада отримала 74,41 га земель колгоспу «Санґар» («Sangar», «Герой») від Арукюласької сільської ради Тирваського району, передавши тій же сільраді 73,21 га земель колгоспу «Сяде» («Säde», «Іскра»).
17 червня 1954 року в процесі укрупнення сільських рад Естонської РСР Тугалаанеська сільська рада ліквідована. Її територія склала східну частину Полліської сільської ради.